# Hanah Spring
Hanah Spring（ハナスプリング、1983年6月26日 - ）は、日本の女性歌手。本名非公開。神奈川県生まれ。AB型。所属事務所リズメディアから独立。

## 来歴
2010年8月25日 にユニバーサルミュージックから「HanaH」のネームでデビュー。
1stアルバムは、「i'm not alone」、初回限定盤は+DVD付の発売。2ndアルバムは「loveflower」2012年3月21日にリリース。
その後は、MISIAが在籍するリズメディアに移籍し、Hahah Springとして活動を始める。2013年から2014年に行われたMISIAの「星空のライヴVII-15th Celebration-」にバックコーラスとして参加。移籍後にシングル「IN THE SUN」を2014年1月15日にリリース。2014年5月に移籍後初めて、通算で3枚目のアルバム 「Handmade Soul」をリリース。
このアルバム「Handmade Soul」は、MUROが楽曲プロデュースに携わり、Michael Jackson「I Wanna Be Where You Are」を手がけたLeon Wareが作詞・作曲(書き下ろし楽曲)も収録している。また、Takuya Kuroda（Blue Noteレーベル初の日本人契約アーティスト）やKan Sano、Satoshi Yoshidaなどのミュージシャンがこのアルバム制作にかかわっている。
Hanah SpringはこのアルバムでiTunesジャズ・トップアルバム、Billboard JAPANトップ・ジャズ・アルバムで1位を獲得する。

## 人物
「HanaH」の名前で、UNIVERSAL MUSIC JAPANでデビュー。アルバム「i'm not alone」+DVD、12cmCDを2010.08.25 にリリース。さらにアルバム「loveflower」を2012.03.21 にリリース。
Rythmediaに移籍し、Hahah Springに改名。シングル「IN THE SUN」を2014.01.15にリリース
3枚目のアルバム「Handmade Soul」を2014.05.14にリリース。12cmCD、iTunes配信さらにはHQD(24bit/96kHz) のハイレゾでも配信・発売されており、多様なプラットフォームで提供されている。

## アルバム・シングルのセールス評価
Hanah Springの2014年5月発売のアルバム「Handmade Soul」は、Jazzのジャンルで以下の二つの1位を獲得した。
- iTunesジャズ・トップアルバム
- Billboard JAPANトップ・ジャズ・アルバム

また、Hanah Springは、3作品連続でiTunesジャズ・トップソング/トップアルバムの1位を獲得。
- 2014年12月3日リリースのHanah SpringのiTunes限定先行配信のデジタルシングル「ソング・フォー・ダーリン」は、iTunesジャズチャートにて1位を獲得。
- 2014年5月リリースのHanah Springの1stアルバム「Handmade Soul」は、iTunesジャズ・トップアルバムで1位を獲得。
- 2014年1月リリースのHanah Springの1stシングル「IN THE SUN」は、iTunesジャズ・トップソングで1位(2Week)を獲得[9]。

2010年に、HanaHは、iTunes Music Storeが選ぶブレイク期待アーティスト「iTunes JAPAN SOUND OF 2010」に選出。
2008年12月リリースのHanaHの「soulflower」のリードトラック"my girl"は、iTunes Music Storeで「今週のシングル」に選ばれ、1週間で5万以上のダウンロードを記録

## FM局での2014年5月の「終わりのないリズム」PowerPlay実績
2014年5月発売のアルバム「Handmade Soul」1曲目の「終わりのないリズム」は以下のFM局でPowerPlayを獲得。
- FM NORTH WAVE 5月度「MEGA PLAY」、ラヂオもりおか 5月度「POWER PLAY」
- RADIO BERRY 5月度「B-HOT!」、ふくしまFM 5月度前半「Prime Music★」
- FM-NIIGATA 5月度「POWER PLAY」、FM長野 5月度「POWER PLAY」
- Kiss FM KOBE 5月度「HOTRAXX」、FM PORT 5月度「POWER PLAY」
- エフエム岩手 5月度「REPUTATION CUT’S」、エフエム青森 5月度「MONTHLY ON AIR」
- FMY 5月度「Morning Street」マンスリー・ピックアップ
- エフエム鹿児島 5月度「μ’s UP！」エンディングテーマ

## TV局での楽曲利用実績
2014年5月リリースのHanah Springのアルバム「Handmade Soul」の5曲目の「好きなキス」は、TBS系全国ネット「新チューボーですよ!」の2014年7月 - 9月度エンディングテーマとなる。

## ディスコグラフィー

### アルバム

#### オリジナルアルバム
|               | 発売日        | タイトル        | 規格       | 規格品番  |
| ------------- | ------------- | --------------- | ---------- | --------- |
|               | 2023年6月26日 | SOZO            | 12cmCD     | PCD-18905 |
|               | 2021年8月7日  | Acoustic Flower | 配信       |           |
|               | 2018年2月14日 | Dreamin         | 12cmCD     | TYOR-1001 |
| 3rd Album     | 2014年5月14日 | Handmade Soul   | 12cmCD     | PRPL-0001 |
| 2nd Album     | 2012年3月21日 | loveflower      | 12cmCD     | UMCC-1053 |
| 1st Album+DVD | 2010年8月25日 | i'm not alone   | 12cmCD+DVD | UMCC-9021 |
| 1st Album     | 2010年8月25日 | i'm not alone   | 12cmCD     | UMCC-1044 |

### シングル

#### CDシングル
|     | 発売日         | タイトル                                                                                       | 規格                 | 規格品番  |
| --- | -------------- | ---------------------------------------------------------------------------------------------- | -------------------- | --------- |
|     | 2023年6月7日   | ふわふわ                                                                                       | 配信                 |           |
|     | 2022年8月1日   | Keep Your Head Up (feat. 笠原瑠斗 & Youth of Roots) [ISLAND MIX]                               | 配信                 |           |
|     | 2021年12月12日 | MELLOW90's (feat. 笠原瑠斗)                                                                    | 配信                 |           |
|     | 2021年7月7日   | Childhood Paradise (feat. 石若駿)                                                              | 配信                 |           |
|     | 2021年2月10日  | MUSIC THE MAGIC (feat. 多和田えみ)                                                             | 配信                 |           |
|     | 2020年11月17日 | LIFE GOES ON (feat. CHAN-MIKA)                                                                 | 配信                 |           |
|     | 2020年6月20日  | STAY HOME STAY STRONG / Hana Spring, Kai Petite, Gatz aka 中沢ノブヨシ, シャンティ・スナイダー | 配信                 |           |
|     | 2020年5月6日   | Keep Your Head Up (feat. 笠原瑠斗 & mabanua)                                                   | 配信                 |           |
| 6th | 2014年12月10日 | ソング・フォー・ダーリン                                                                       | iTunes他             |           |
| 5th | 2014年03月21日 | IN THE SUN                                                                                     | Single CD / iTunes他 | PRDL-0001 |
| 4th | 2014年01月15日 | love〜限りある時間が終わる前に〜                                                               | iTunes他             |           |
| 3rd | 2014年12月10日 | alone in my room                                                                               | Single CD / iTunes他 | UMCC-5024 |
| 2nd | 2014年4月14日  | あいたい気持ち                                                                                 | Single CD            | UMCC-5023 |
| 1st | 2014年4月14日  | 愛されたくて 愛したいだけ                                                                      | Single CD            | UMCC-5022 |

### 音源の視聴
- iTunes - iTunes
- YouTube のUNIVERSAL MUSIC JAPANオフィシャルチャンネル UNIVERSAL MUSIC JAPANの在籍期間中に発表された HanaH のMusic VideoClip